# هونگ-من چوی
هونگ-من چوی (انگلیسی: Hong-man Choi؛ زادهٔ ۳۰ اکتبر ۱۹۸۰) ورزشکار هنرهای رزمی ترکیبی و بازیگر اهل کره جنوبی است.
از فیلم‌ها یا برنامه‌های تلویزیونی که وی در آن نقش داشته‌است می‌توان به گوئمون اشاره کرد.